# Джебор, Уильям
Уильям Джебор (англ. William Jebor; родился 10 ноября 1991, Монровия, Либерия) — либерийский футболист, нападающий сборной Либерии.

## Биография
Уильям родился в Монровии. Дебютировал в профессиональном футболе в клубе «ЛПРК Ойлерз» в 2008 году, в возрасте 17 лет, после того, как прошёл молодёжные ряды клуба. В 2009 году он впервые переехал за границу в своей карьера, подписав контракт с клубом сирийской премьер-лиги — «Талия».
В 2010 году Джебур снова сменил команду и страну, присоединившись к египетскому клубу второго дивизиона «Терсана». После краткой аренды в «Аль-Шаркия лел-Дохан», он совершил трансфер в команду «Тала Аль Гаиш», играющей в египетской премьер-лиге.